# رب دو شامبر

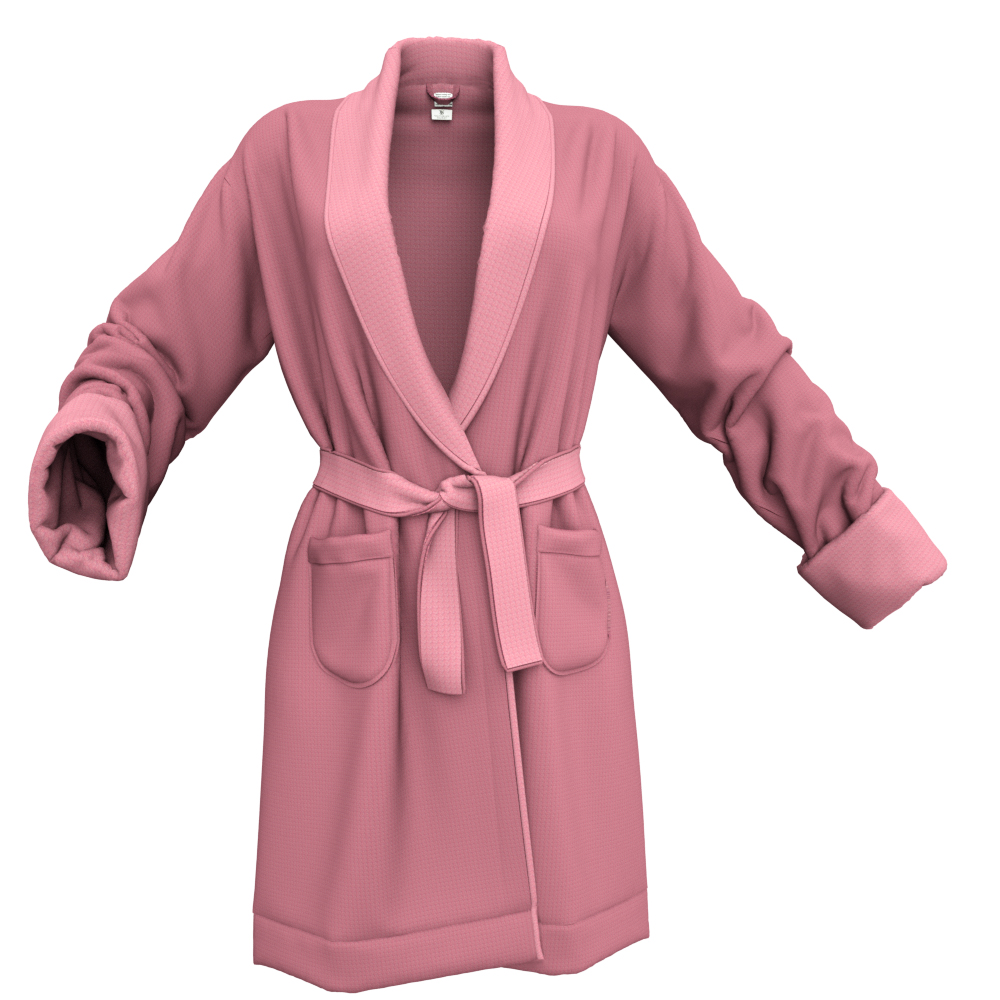

رُبدوشامبر (به فرانسوی: Robe de chambre) که یک کلمه فرانسوی به معنای لباس خانه می باشد. به معنی «جبه اتاق‌خواب» که در ایران ممکن است رُبدوشان هم تلفظ شود، یک نوع از پوشاک داخل منزل است که معمولاً بر روی تنپوش خواب یا فقط پیژامه پوشیده می‌شود.

## تاریخچه روبدوشامبر
ربدوشامبر یک لباس بلند گشاد، سبک و راحت برای لباس خواب یا لباس های راحتی داخل منزل است. این لباس از طریق جاده ابریشم به اروپا رسید. ربدو شامبر، یک ژاکت شیک، بلند و گشاد برای استفاده خانگی در قرن 17 توسط خاندانسلطنتی استفاده می شد. ربدو شامبر ظاهری به شکل حرف T دارد و ترجیحاً از ابریشم با تزئینات زیاد، به عنوان نشانه ای از ثروت طراحی می شدند. این لباس ابتدا دکمه و کمربند نداشت و در نسخه های بعدی آن توسط طراحان اروپایی، کمر بند و دکمه نیز در آن تعبیه شد.
اغلب ربدوشامبر راحتی، با جلیقه ای در زیر پوشیده می شد که از همان پارچه ساخته شده بود. برای استراحت، پذیرایی از مهمانان نزدیک یا قبل از خواب استفاده از این لباس رایج بود. در اواخر قرن 17 طراحان لباس بر این باور بودند که می توان از ربدو شامبر بر روی لباس های مجلسی سلطنتی استفاده نمود. بر همین اساس مانند یک جلیقه، توسط زنان و مردان در میهمانی استفاده می شد.

## تفاوت روبدوشامبر با لباس خواب چیست؟
تفاوت بین روبدوشامبر و لباس خواب در نوع پارچه و کاربرد است. روبدوشامبر معمولاً یک لباس زنانه یا مردانه است که برای احساس راحتی و آرامش در هنگام خواب یا در طول روز استفاده می‌شود. طراحی ربدو شامبر شامل یک پیراهن یا تاپ با شلوارهای راحتی و لباسی بلند بر روی آن ها می باشد. مواد استفاده شده در روبدوشامبر معمولاً نرم و بدون ایجاد حساسیت برای پوست است. کاربرد روبدوشامبر بیشتر در طول روز است و کمی سخت می توان از ربدوشامبر برای خوابیدن استفاده کرد.
لباس خواب نیز برای خوابیدن و استراحت در خانه استفاده می‌شود، اما بیشترین کاربرد برای خوابیدن می باشد و نمی توان در طول روز و در منزل از آن استفاده نمود. طراحی لباس خواب ممکن است شامل پیراهن‌های بلند یا کوتاه با شلوارها یا شورت‌های متنوع باشد. بیشترین تفاوتی که لباس خواب با ربدو شامبر خواهد داشت، پارچه به کار رفته در تولید ان ها است. در تولید لباس خواب زنانه بیشتر ار پارچه های گیپوری و توری استفاده می کنند که بدن نما هستند. اما برای تهیه ربدو شامبر از تور و گیپور تنها برای تزئین ان استفاده می کنند.